# Военный бюджет Японии
Военный бюджет Японии — это совокупность расходов государственного бюджета Японии, предназначенных для содержания и обеспечения сил самообороны Японии.

## История
После поражения во Второй мировой войне и капитуляции Японии Императорская армия Японии была распущена, а военные заводы и военно-учебные заведения закрыты. Восстановление военной службы и военизированных формирований началось в 1950е годы, 10 августа 1950 года был создан резервный полицейский корпус.
После начала летом 1950 года войны в Корее началась переброска находившихся в Японии войск США на Корейский полуостров. Назначенный 11 апреля 1951 года главнокомандующим вооружёнными силами на Дальнем Востоке генерал М. Риджуэй после прибытия 12 апреля 1951 года в Токио от имени высшего военного и политического руководства США начал переговоры с японским премьер-министром С. Ёсида о увеличении бюджетных ассигнований Японии на военные нужды, при этом с точки зрения США приоритетом для Японии должно было стать ускоренное создание сухопутных войск (создание ВВС и военного флота при наличии на Японских островах войск США считалось второстепенной задачей). В результате этих переговоров было достигнуто соглашение, что к 1954 году японцы должны создать сухопутную армию в 350 тысяч человек. Однако в это время положение в экономике Японии оставалось сложным. В августе 1952 года резервный полицейский корпус был преобразован в корпус безопасности, но после окончания в 1953 году войны в Корее требования к постоянной численности японских вооружённых сил были пересмотрены.
1 августа 1954 года "корпус безопасности" был преобразован в Силы самообороны Японии.
С 1957 до 1976 года развитие японских сил самообороны проходило на основе 5-летних программ.
- расходы на выполнение первого плана составили 460 млрд. иен[4]
- расходы на выполнение второго плана (1962 - 1966 гг.) составили 1320 млрд. иен[4].

После начала топливно-экономического кризиса в октябре 1973 года положение в экономике Японии осложнилось, военные расходы были временно снижены.
В результате сокращения финансирования были свёрнуты программы по разработке новых образцов японской авиатехники военного назначения и принято решение о перевооружении японских ВВС техникой производства США. Так, в качестве патрульного самолёта морской авиации был утверждён американский самолёт "Орион" (позднее было установлено, что ответственные за выбор этого самолёта японские чиновники получили взятки от корпорации "Локхид"), а осенью 1976 года было объявлено решение о том, что истребителем 1980х годов в ВВС Японии станет американский истребитель-бомбардировщик F-15A (хотя два опытных истребителя-бомбардировщика FST-2 фирмы "Мицубиси" к этому времени налетали уже более 400 часов).
29 октября 1976 года Совет национальной обороны и кабинет министров Японии утвердили "Основную программу национальной обороны" на следующие 15 лет, целью которой было дальнейшее усиление сил самообороны до уровня "базовых сил обороны".
В декабре 1980 года прибывший с визитом в Японию министр обороны США Г. Браун потребовал от японского правительства увеличить военные расходы "минимум на 9,7%". После переговоров 11 - 13 декабря 1980 года, правительство Японии увеличило военные расходы на 1981 год на 7,6%.
В 1982 году военный бюджет Японии был увеличен на 7,75% в сравнении с военным бюджетом 1981 года, в 1983 году военный бюджет Японии на 6,5% превысил военный бюджет 1982 года. В целом, в 1980е годы рост военных расходов опережал увеличение государственного бюджета страны и являлся одной из основных причин роста государственного долга Японии.
В 1985 году в связи с очередным увеличением военных расходов на 202,5 млрд иен были сокращены ассигнования на другие статьи государственного бюджета (расходы министерства здравоохранения были уменьшены на 100 млрд. иен, расходы министерства сельского, лесного и рыбного хозяйства - на 160 млрд. иен).
Несмотря на начавшиеся в 1986-1987 гг. осложнения в экономике, в 1987 году правительство Японии аннулировало ограничения на размеры военного бюджета (который до этого времени не должен был превышать 1% ВВП страны), 23 января 1987 года военные расходы впервые после окончания Второй мировой войны превысили 1 % ВВП страны, в 1987 году военный бюджет Японии был увеличен до 1,004% ВВП, в 1988 году - до 1,013% ВВП.
В начале ноября 1989 года военное ведомство впервые вынесло на обсуждение правительства вопрос о возможности покупки земельных участков за границами страны (для использования их в качестве военных полигонов).
В период с 1955 до 1990 года военные расходы Японии увеличились в 56 раз.
В ходе войны в Персидском заливе 1990 - 1991 гг. Япония оказала финансовую помощь коалиционным силам на сумму около 13 млрд. долларов США.
1 апреля 1991 года была утверждена шестая пятилетняя программа развития вооружённых сил Японии на 1991 - 1996 годы, которая предусматривала ассигнования в размере 22,75 трлн. иен (на 22,8% больше, чем расходы на предыдущую пятую пятилетнюю программу).
- 26 июня 1992 года правительство Японии выделило 75 млн. долларов США на финансирование миссии ООН в Камбодже[12], в которой с сентября 1992 до сентября 1993 года участвовал японский миротворческий контингент.
- в 1993 году ассигнования на шестую пятилетнюю программу были пересмотрены в связи с изменениями в планах закупок военной техники (с одной стороны, на вооружение были приняты французские 120-мм миномёты "Brandt" MO-120-RT61; с другой стороны, количество ранее заказанной техники сократили на 2 боевых корабля, 24 танка и 15 истребителей). В результате, после перераспределения денежных средств между статьями военного бюджета, объём ассигнований на пятилетнюю программу был сокращён на 2,5% - до 22,17 трлн. иен[13]

С декабря 2001 года Япония начала оказание тыловой поддержки силам ISAF, участвующим в боевых действиях в Афганистане, для чего в Индийский океан был направлен отряд кораблей ВМС Японии. За три первых года расходы Японии на тыловое снабжение сил ISAF составили 36 млрд йен. В январе 2010 года оказание тыловой поддержки ISAF было завершено.
В 2005 году была принята новая программа национальной обороны Японии.
В 2013 году Япония впервые оказала военную помощь вооружённым силам иностранного государства - подразделению южнокорейской армии "Hanbit Unit" из состава миротворческих войск ООН в Южном Судане (UNMISS) бесплатно передали 10 000 шт. патронов 5,56 × 45 мм НАТО.
После начала весной 2014 года боевых действий на востоке Украины, Япония вошла в число стран, оказывающих военную помощь Украине. В период до 27 марта 2019 года Япония передала для вооружённых сил Украины медицинское оборудование стоимостью 1,5 млн. долларов США (кроме того, в период до 14 декабря 2018 года для МВД Украины Япония поставила 2200 полицейских автомашин, 9000 комплектов зимнего обмундирования, комплект системы цифрового радиооборудования, оборудование для разминирования и медицинское оборудование).
С целью повышения привлекательности военной службы, в 2019 году правительство на 0,4% увеличило основной оклад военнослужащих.
Начавшаяся на рубеже 2019-2020 гг. эпидемия коронавируса COVID-19 (в январе 2020 года распространившаяся на Японию) привела к изменениям в структуре государственных расходов Японии. Военнослужащие были задействованы в противоэпидемических мероприятиях. В это же время военное ведомство Японии апробировало перевод отдельных категорий военнослужащих на режим удалённой работы.
В связи с ростом военных расходов были разрешены новые способы финансирования вооружённых сил. 26 июля 2020 года впервые в истории страны был проведён аукцион-распродажа списанного и избыточного военного имущества (общая сумма перечисленных в государственный бюджет денежных средств составила 5,82 млн. иен). 
27 ноября 2021 года японский премьер-министр Ф. Кисида выступил с заявлением, что Япония должна радикально усилить свои оборонительные возможности и "рассмотреть все варианты укрепления обороноспособности страны, включая способность наносить удары по вражеским базам"; 17 января 2022 на выступлении в парламенте он сообщил о намерении пересмотреть военную доктрину и увеличить военные расходы. В апреле 2022 года правящая либерально-демократическая партия Японии обратилась к правительству страны с предложением рассмотреть возможность увеличения военного бюджета до 2% ВВП (почти в два раза).
16 декабря 2022 года правительство Японии официально утвердило новую редакцию стратегии национальной безопасности (которая предусматривает увеличение военного бюджета до 2% ВВП в течение следующих пяти лет). Планируется модернизация ракет "тип 12" (дальность которых планируется увеличить с 250 км до "1 тыс. км и более") и закупка в США крылатых ракет типа "Томагавк".

## Динамика военных расходов
- 1955 год - 151 млрд. иен[24]
- 1960 год - 190 млрд. иен[25]
- 1962 год - эквивалент 600 млн. долларов США в национальной валюте[1]
- 1965 год - 301,4 млрд. иен[25] (по другим данным, 343 млрд. иен)[24]
- 1970 год - 569 млрд. иен (0,8% ВВП)[24]
- 1975 год - 1,327 трлн. иен (0,9% ВВП)[24]
- 1978 год - 1,901 трлн. иен (0,9% ВВП)[24]
- 1979 год - 2,094 трлн. иен (0,9% ВВП)[24]
- 1980 год - 2,230 трлн. иен (0,9% ВВП)[24]
- 1981 год - 2446,6 млрд. иен[26] (по другим данным, 2448 млрд. иен)[24]
- 1982 год - 2,586 трлн. иен (1,0% ВВП)[24]
- 1983 год - 2,754 трлн. иен (1,0% ВВП)[7][24]
- 1984 год - 2,935 трлн. иен (1,0% ВВП)[24]
- 1985 год - 3,137 трлн. иен (1,0% ВВП)[24]
- 1990 год - 32 млрд. долларов США (1,002% ВВП)[1][27]
- 1993 год - 37,7 млрд. долларов США (0,95% ВВП)[1][27]
- 2003 год - 41,4 млрд. долларов США[28]
- 2004 год - 46 млрд долларов США (0,94% ВВП)[27][29]
- 2010 год - $53,5[30] — $54,5 млрд  (0,93% — 0,94% ВВП)[27][31]
- 2011 год - $58,4 млрд (0,94% ВВП)[27][30]
- 2012 год - 4,645 трлн иен[32]
- 2013 год - 4,653 трлн иен[33]
- 2014 год - 4,82 трлн иен[34]
- 2015 год - 4,981 трлн иен[35]
- 2016 год - 5,05 трлн йен[36]
- 2017 год - 5,1 трлн иен[37]
- 2019 год - 5,3 трлн иен[38]
- 2020 год - 5,32 трлн иен[39]
- 2021 год - 5,3 трлн иен[40]
- 2022 год - 5,48 трлн иен (1,015% ВВП)[27][41]
- 2023 год - 6,82 трлн иен (1,19% ВВП)[42][43]
- 2024 год - 7,95 трлн иен (1,33% ВВП)[44][45][46][47]

## Иностранная военная помощь
Средства государственного бюджета Японии не являются единственным источником финансирования вооружённых сил Японии.
По официальным данным военного ведомства США, только в период с 1951 до 1956 года США оказали Японии военную помощь на сумму свыше 723 млн. долларов США (в указанную сумму включена стоимость бесплатно переданного японской стороне стрелкового оружия, автомашин, самолётов и кораблей).